# Aeroportul Fonte Boa
Aeroportul Fonte Boa (IATA: FBA, ICAO: SWOB) este un aeroport din Amazonas, Brazilia ce deservește zona Fonte Boa. Aeroportul a fost tranzitat în 2015 de 32 de pasageri. A fost numit după Fonte Boa⁠(d).
Situat la o altitudine de 63 m, aeroportul dispune de 1 pistă.

## Infrastructură

### Piste
Aeroportul dispune de o singură pistă. Pista 18/36 are suprafața de asfalt și dimensiunile 1.270 m × 27 m. 